# Nature Clinical Practice Cardiovascular Medicine
Nature Clinical Practice Cardiovascular Medicine was een internationaal, aan collegiale toetsing onderworpen wetenschappelijk tijdschrift op het gebied van de cardiologie. Het is in 2009 voortgezet onder de naam Nature Reviews Cardiology.
Het werd uitgegeven door Nature Publishing Group namens de World Heart Federation en verscheen maandelijks.
De naam wordt in literatuurverwijzingen meestal afgekort tot Nat. Clin. Pract. Cardiovasc. Med.